# Okeene
Okeene – miasto w Stanach Zjednoczonych, w stanie Oklahoma, w hrabstwie Blaine.